# Cuscuta umbellata
Cuscuta umbellata är en vindeväxtart som beskrevs av Carl Sigismund Kunth. Cuscuta umbellata ingår i släktet snärjor, och familjen vindeväxter. Inga underarter finns listade i Catalogue of Life.